# Indoescítia
Indoescítia fou una regió de la zona de l'Indus, que probablement incloïa Kutch, Gujarat i la regió de Saurashtra. Derivava el seu nom de les tribus escites establertes des del segle ii aC a la zona. Claudi Ptolemeu diu que era dividida en districtes: Patalene, Abiria i Syrastrene (Saurasthra). Els escites foren eliminats al segle i aC. Modernament al regne escita de l'Índia se'l designa com a Sakastan o Sakastana.